# Agrias subaloisi
Agrias subaloisi är en fjärilsart som beskrevs av Le Moult 1926. Agrias subaloisi ingår i släktet Agrias och familjen praktfjärilar. Inga underarter finns listade i Catalogue of Life.